# Claude Simpol

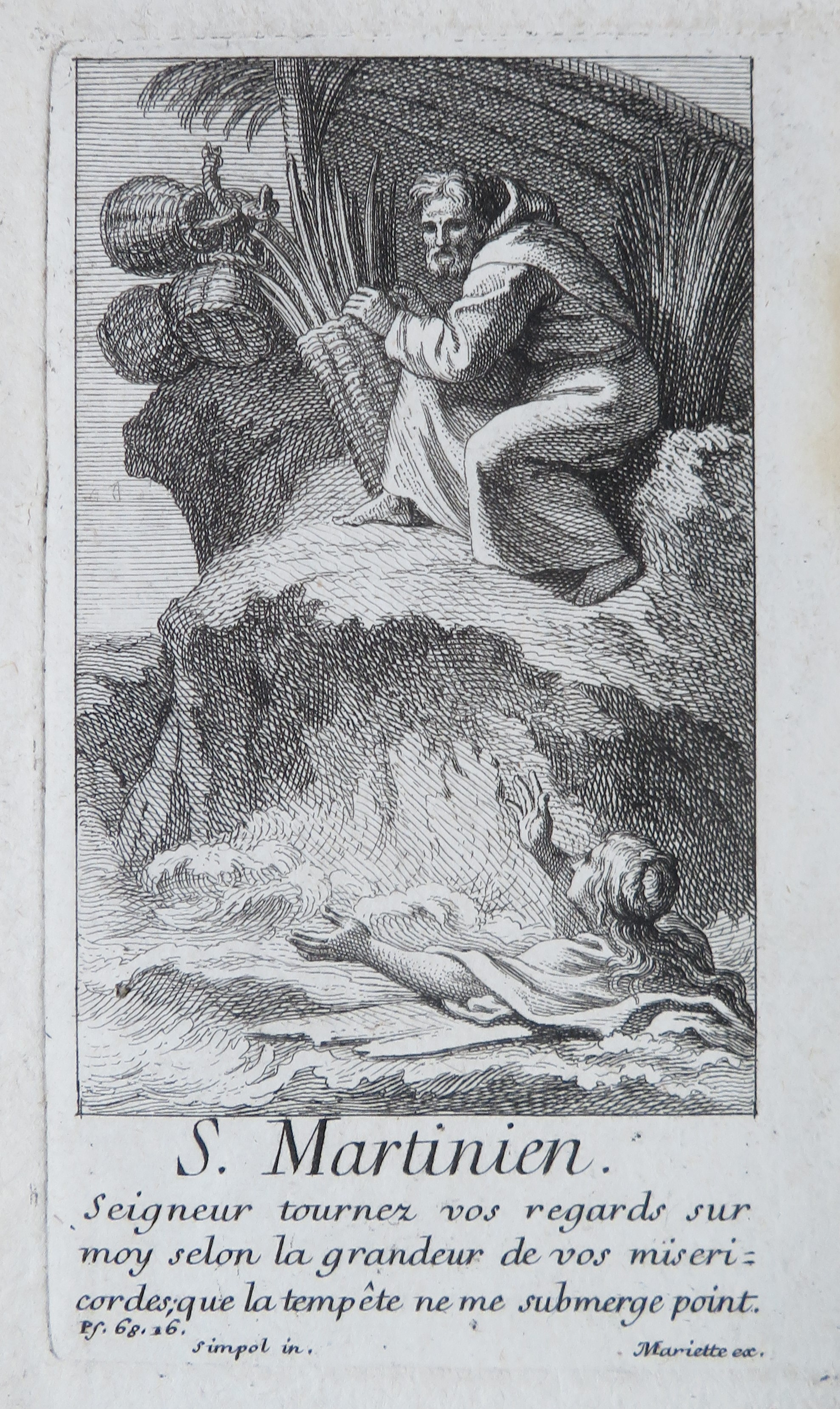

Claude Simpol, né à Clamecy vers 1666, et mort avant 1711 à Paris, est un peintre français.

## Biographie
Élève de Boullogne et de frère Luc, Claude  Simpol est admis à l'Académie de Saint-Luc le 23 mars 1695 ; il remporte plusieurs prix de l'Académie royale, où il est agréé le  30 avril 1701 (notamment un deuxième prix de Rome en 1687 pour Le Déluge universel). Spécialisé dans les grisailles, il est rayé des listes le 2 mars 1709 pour n’avoir pas fourni son morceau de réception, dont le sujet était La Dispute de Neptune et de Minerve, ou le nom à donner à la ville d’Athènes.
Décrit par Pierre-Jean Mariette comme un artiste qui n'avait que « peu d'amour pour le travail » et adoptait une "« mauvaise conduite, qui le mettoit continuellement dans la nécessité de lutter avec le besoin », il est toutefois l'auteur de tableaux pour la Ménagerie de Versailles en 1702 et 1703 et reçoit la commande d'un may de Notre-Dame de Paris en 1704, ayant pour sujet Le Christ dans la maison de Marthe et Marie (musée des Beaux-Arts d'Arras). Saint Roch et l'ange, aujourd'hui conservé à l'église Saint-Nicolas-des-Champs à Paris, est un autre exemple de sa pratique picturale. Il s'inspire essentiellement des artistes français des années 1640-1660, comme Eustache le Sueur, Laurent de la Hyre ou encore Philippe de Champaigne, dont il reprend la clarté de la composition et la palette chromatique. 
À côté de ses activités de peintre, Claude Simpol réalise de nombreux travaux de dessins pour la gravure ; il fournit ainsi par exemple un modèle d'enseigne pour un fourbisseur parisien et travaille pour l'éditeur Jean Mariette, qui lui demande des dessins préparatoires pour des images de dévotion, des images de mode ou encore des pastorales. 